# Paul Gascoigne
Paul Gascoigne (ur. 27 maja 1967 w Gateshead) – angielski piłkarz występujący na pozycji pomocnika, gracz reprezentacji Anglii, uczestnik m.in. finałów Mistrzostw Świata 1990 i Mistrzostw Europy 1996. Nosi przydomek „Gazza”.
Gascoigne zaczynał swoją piłkarską karierę w lokalnym klubie Redheugh Boys Clubs, w 1983 podpisał kontrakt z Newcastle United, od 1988 roku był zawodnikiem Tottenham Hotspur. W 1988 zadebiutował również w reprezentacji Anglii. Na Mistrzostwach Świata 1990 dostał żółtą kartkę w półfinale przegranym z RFN po serii rzutów karnych (pierwszą otrzymał w meczu z Belgią), co uniemożliwiło mu grę w meczu o trzecie miejsce z Włochami. Gascoigne był wyróżniającym się zawodnikiem na turnieju, co przysporzyło mu wielu fanów. W 1992 wyjechał do Włoch, aby występować w S.S. Lazio. Tutaj doznał poważnej kontuzji i nie odegrał kluczowej roli w klubie. Wzrosło natomiast zainteresowanie mediów jego osobą. Gascoigne był osobowością medialną, bohaterem licznych skandali. W 1995 przeniósł się do Scottish Premier League, do klubu Rangers F.C., z którym trzykrotnie sięgał po mistrzostwo Szkocji. Gascoigne był również wyróżniającym się zawodnikiem reprezentacji Anglii na Euro 1996. W 1998 został wykluczony z drużyny narodowej przed mistrzostwami świata i zakończył reprezentacyjną karierę. W kadrze zagrał 57 razy i zdobył 10 goli. W 1998 roku podpisał kontrakt z Middlesbrough F.C., jednak jego problemy z alkoholem spowodowały późniejsze rozwiązanie kontraktu. Później grał jeszcze w Evertonie i Burnley, jednak nie był już w stanie osiągnąć niczego wielkiego. Karierę kończył w chińskim klubie Gansu Tianma oraz w angielskim Boston United. W 2005 oficjalnie zakończył piłkarską karierę i zajął się występowaniem w programach telewizyjnych oraz pracą trenera, na razie półprofesjonalną. W 2005 trenował m.in. portugalski lokalny zespół Algarve United oraz angielski Kettering Town.
W środowy wieczór 20 lutego 2008 został zatrzymany przez policję w hotelu Hilton Gateshead, na podstawie ustawy o zdrowiu psychicznym. 4 maja 2008 w hotelu Millenium w Liverpoolu zamówił stek, po czym zmienił swoje zamówienie na sam nóż. Obsługa hotelowa mu go nie zaniosła, ponieważ stwierdziła chęć popełnienia samobójstwa przez piłkarza. Policja zastała piłkarza próbującego utopić się w łazience. Był to efekt upojenia alkoholowego oraz ciężkiej depresji piłkarza.
20 sierpnia 2018 Gascoigne został aresztowany na dworcu w Durham. Byłemu piłkarzowi postawiono zarzuty o napaść seksualną wobec jednej z pasażerek pociągu, którym podróżował.